# ماری مییاموتو
ماری مییاموتو (انگلیسی: Mari Miyamoto؛ زادهٔ ۱ ژانویهٔ ۱۹۴۹) بازیکن فوتبال اهل ژاپن است که در تیم ملی فوتبال زنان ژاپن بازی کرده‌است.